# 代特爾巴赫河 (美因河支流，蓋德海姆)
50°01′08″N 10°20′29″E / 50.019005°N 10.341309°E
'代特爾巴赫河（德語：Dettelbach），是德國的河流，位於該國東南部，由巴伐利亞負責管轄，屬於美因河的左支流，河道全長2.2公里，河口處在蓋德海姆以南。